# Schuyler Enck
Schuyler Colfax „Sky” Enck (ur. 25 stycznia 1900 w Columbii w stanie Pensylwania, zm. 1 listopada 1970 w Harrisburgu w Pensylwanii) – amerykański lekkoatleta (średniodystansowiec), medalista olimpijski z 1924.
W 1923 był członkiem drużyny Penn Relays, która ustanowiła rekord świata w sztafecie 4 × 880 jardów wynikiem 7:48,8.
Zdobył brązowy medal w biegu na 800 metrów na igrzyskach olimpijskich w 1924 w Paryżu, za Brytyjczykiem Douglasem Lowe i Szwajcarem Paulem Martinem.
Był akademickim mistrzem Stanów Zjednoczonych (NCAA) w biegu na milę w 1923 oraz akademickim mistrzem USA (IC4A) na tym dystansie w 1924.